# Рейстлин Маджере
Рейстлин Маджере (Raistlin Majere) — волшебник, персонаж книжного фэнтези-сериала «Dragonlance» за авторством Маргарет Уэйс и Трейси Хикмена. Брат Карамона Маджере и Китиары Ут-Матар. На некоторое время присваивал себе имя Фистандантилус.
Рейстлин был придуман Маргарет Уэйс и является её любимым персонажем.

## Личность и внешность
Рейстлин выглядит как молодой, болезненно худой, седовласый человек с золотисто-жёлтой кожей. У него часто случаются приступы кровавого кашля. Глаза Рейстлина золотые, а зрачки имеют форму песочных часов: сквозь них он видит время. Такой облик маг получил после Испытания в Башне Высшего Волшебства, после которого его здоровье непоправимо ухудшилось.
Внешний облик Рейстлина был придуман художником Ларри Элмором. Когда Трейси Хикмена спросили, почему Рейстлин так выглядит, он ответил: «Потому что наш художник решил, что так будет круче».
Рейстлин крайне эгоистичен, циничен, любит провоцировать и эксплуатировать других людей. Он очень гордится своей независимостью и презирает других людей, в особенности своего недалёкого брата Карамона, несмотря на то, что тот его искренне любит. Кроме того, Рейстлин крайне амбициозен и использует любую возможность увеличить своё могущество.
Цитата из книги «Драконы осенних сумерек» о внешности Рейстлина:
Когда-то белая, кожа мага сделалась золотистой и металлически поблескивала в свете очага, точно жуткая маска. Исхудалое лицо казалось бесплотным, скулы выпирали, обтянутые кожей, тёмные губы были сжаты в одну прямую черту. Но ужасней всего на этом лице, без сомнения, были глаза. Танис не мог оторвать от них взгляда. Подобных им он не видел ни у одного человеческого существа. Чёрные зрачки их приняли форму песочных часов, а радужные оболочки, когда-то бледно-голубые, заблестели золотом!

## Обучение
Рейстлин и его близнец Карамон родились в 326 году после Катаклизма в городе Утеха (Solace) в семье дровосека Гилона Маджере и его жены Розамун, однако братья рано остались сиротами. Их мать была латентным магом и сошла с ума, пытаясь подавить в себе способности ясновидения. Рейстлин унаследовал от матери магический дар, хотя, в отличие от своего брата, с рождения был физически слабым и болезненным ребёнком. Его единокровная сестра Китиара уговорила волшебника Антимодеса взять шестилетнего Рейста на обучение в школу юных магов. Боги Трёх Лун Кринна, дающие магию, покровительствовали ему в обучении.
Во время Испытания в Башне Высшего Волшебства, необходимого для посвящения в полноправные маги, Рейстлин столкнулся с духом великого тёмного колдуна древности — Фистандантилуса, который попытался завладеть его жизненной силой, но Рейстлин обманул его и сбежал. В конце Испытания, когда силы Рейстлина были почти на исходе, Пар'Салиан послал ему иллюзию Карамона, наделив её невероятными способностями к магии. Иллюзорный Карамон играючи справлялся с врагами при помощи заклинаний, на изучение которых сам Рейстлин потратил много времени и сил. Увидев это и то, что «брат» с привычной снисходительностью предлагает ему помощь, Рейстлин в ярости убивает его и проходит Испытание. Происшедшее видит Карамон, который однако прощает брата (некоторое время спустя Рейстлин скажет «я убил его один раз — убью и другой»).
Испытание окончательно подорвало его здоровье:  волосы поседели,  кожа приобрела золотисто-желтушный оттенок. Все эти перемены он получил из-за своей вечной тяги к могуществу, пойдя на сделку с Фистандантилусом. Глава конклава Магов Пар’Салиан, чтобы пошатнуть высокомерие Рейстлина, научить терпению и позволить тому заглянуть в глубины собственной души, наделил его способностью видеть всё в ракурсе проходящего времени, как старение и отмирание всего живого. Из-за этого эффекта зрачки Рейстлина приобрели форму песочных часов. Пар'Салиан надеялся, что таким образом вызовет в душе молодого мага сострадание, однако просчитался. По итогам испытания Рейстлина причислили к ордену Алых Мантий — нейтральных магов. Так же Пар'Салиан подарил ему посох Магиуса и книгу, описывающую жизнь Магиуса и его посоха, дабы маг смог понять, как управлять посохом и на что он способен.

## Во время Войны Копья
После испытания Рейстлин и Карамон некоторое время странствовали в качестве вольных наёмников. По возвращении в Утеху братья присоединились к отряду Таниса Полуэльфа в походе в Кзак Царот. Именно там Рейстлин встретил Бупу, знахарку из племени овражных гномов, пытавшуюся исцелить его кашель, — возможно, единственное существо, заслужившее искреннюю симпатию и уважение мага. От кашля Рейстлину помогал только отвар из листьев растения, о котором ему поведал Пар'Салиан после Испытания.
В ходе Войны Копья Рейстлин принял участие в низвержении Верминаарда, а также завладел Оком Дракона, принадлежавшем покойному Лораку, королю Сильванести. Позднее, когда отряд странствовал по побережью Балифора, он успешно зарабатывал на жизнь, показывая фокусы, к которым был неравнодушен с детства. Но во время плавания по Морю Истара, когда водоворот начал засасывать корабль, Рейстлин бросил своих друзей. Он телепортировался в Палантас, где встретился с бессмертным летописцем Астинусом.
После этого Рейстлин перешёл на сторону Нуитари, сына Такхизис, бога Чёрной Луны, которую могут видеть только посвящённые, и с этого момента носил чёрную мантию. Он пропустил своего брата и Вечного Человека в подземелье храма Всебесцветной Драконицы. Он помог им изгнать Такхизис из Кринна, а войска драконидов в результате были разбиты. Для Рейстлина это стало первой ступенью к титулу Повелителя Тьмы, который он жаждал получить, уничтожив Такхизис. После победы маг не остался с другими героями Копья, а отправился в проклятую Палантасскую Башню, ожидавшую своего хозяина — Повелителя Прошлого и Грядущего.

## Попытка стать богом
Рейстлин зашёл в своей гордыне так далеко, что решил стать новым богом, повелевающим силами зла. Но для этого ему было необходимо бросить вызов заточённой в Бездне Такхизис. Единственным способом проникнуть туда было открыть Врата — созданный великими магами древности портал между мирами, но для этого ему была необходима помощь истинного жреца Светоносного Паладайна. Таким жрецом стала Крисания, которую маг убедил помогать ему, якобы ради уничтожения всего зла на Кринне.
Отправившись в далёкое прошлое, Рейстлин поступил в ученики к древнему чёрному магу Фистандантилусу. Учитель рассматривал Рейстлина как молодое тело для переселения своей души, а Рейстлину нужно было место и имя Фистандантилуса. Учитель и ученик сошлись в магической схватке, в результате которой их воспоминания слились, хотя личность Рейстлина по-видимому всё же преобладала. Рейстлину также передались все знания и магические силы Фистандантилуса и молодой маг занял его место при дворе Короля-Жреца.
Затем туда же переместились посланные Конклавом магов его брат Карамон, жрица Крисания, а также «случайно» кендер Тассельхоф, хотя ученик и помощник Властелина Прошлого и Настоящего Даламар и предупреждал главу Конклава об ошибочности такого шага. Тассельхоф не должен был отправляться с Карамоном. Всё произошло случайно. Ему как кендеру а также некоторым иным «искусственным» расам (гномам, овражным гномам, драконидам) запрещено перемещаться во времени.
Вскоре случился Катаклизм, когда разгневанные боги обрушили на Истар огненную гору. Рейстлин перенёс брата и Крисанию в недалёкое будущее, где они, став во главе армии, состоящей из варваров Равнин, гномов Холмов, а по большей части и из простых разбойников, спровоцировали Войну Гномьих Врат. Всё это время он выдавал себя за Фистандантилуса, чтобы не нарушить хода реальной истории Кринна. Его главной целью были Врата Бездны, которые позволили бы ему добраться до Такхизис, которые в то время были укрыты в магической крепости Заман.
Жрица Крисания, ослеплённая любовью к Рейстлину, открыла ему Врата и последовала за ним в Бездну. Там Рейстлин бросил её, тяжело раненную, в одной из ловушек Такхизис. В планы Рейстлина входило выманить Владычицу Тьмы через Врата на Кринн, где её магия будет слабее, и убить, чтобы занять её место. В одном из вариантов будущего Рейстлин победил Такхизис, а затем и всех остальных богов, но эти битвы опустошили Кринн, а сам Рейстлин стал лишь сердцем вселенской пустоты, неспособным творить и сходящим с ума от одиночества и отчаянья. В реальности, узнав об этом от Карамона, Рейстлин отказался от своих планов и запечатал Врата, тем самым спасая брата и Крисанию, и остался в Бездне на растерзание Тёмной Владычице. Считалось, что после этого он погиб в когтях Королевы Драконов.

## Возвращение из Бездны
В рассказе «Наследие» сын Карамона, Палин, призванный для Испытания, оказывается в Башне Высшего Волшебства в Палантасе. Там Даламар попытался создать иллюзию Рейстлина для Испытания Палина, но Рейстлин явился туда сам. Он заявляет: «Я сделал это не для вас, маги. Не для Конклава! И не для брата! У меня был последний долг в жизни, и теперь я его заплатил». Маргарет Уэйс имеет в виду, что этот «последний долг» был его долг волшебству.
Через год, во время Войны Хаоса, Рейстлин вернулся. Благодаря ему Хаос был побеждён, хоть боги и забрали у Рейстлина его магию в наказание за его высокомерие.
Кроме того дух Рейстлина помог богам найти Кринн в конце Войны Душ, после того как Такхизис, Владычица тьмы, сестра Гилиана и Паладайна, украла Кринн и перенесла его в другую часть галактики. Его душа остаётся, потому что он не хочет уходить, кроме как со своим братом Карамоном. Он смог найти Кринн, так как чувствовал, как Тассельхоф Непоседа пользуется устройством для путешествия во времени. Тогда со своим братом Карамоном и Героями Копья Рейстлин наконец присоединился к Реке Душ и исчез в последний раз.

## Фамильное древо
|  |  |               |               |               |               |               |               |               |               |               |               |               |               |                 |                 |                 |                 | Гилон Маджере   | Гилон Маджере   | Гилон Маджере | Гилон Маджере | Гилон Маджере    | Гилон Маджере    |                  |                  | Розамун          | Розамун          | Розамун       | Розамун       | Розамун          | Розамун          |                  |                  | Грегор Ут-Матар  | Грегор Ут-Матар  | Грегор Ут-Матар  | Грегор Ут-Матар  | Грегор Ут-Матар   | Грегор Ут-Матар   |                   |                   |                   |                   |
|  |  |               |               |               |               |               |               |               |               |               |               |               |               |                 |                 |                 |                 | Гилон Маджере   | Гилон Маджере   | Гилон Маджере | Гилон Маджере | Гилон Маджере    | Гилон Маджере    |                  |                  | Розамун          | Розамун          | Розамун       | Розамун       | Розамун          | Розамун          |                  |                  | Грегор Ут-Матар  | Грегор Ут-Матар  | Грегор Ут-Матар  | Грегор Ут-Матар  | Грегор Ут-Матар   | Грегор Ут-Матар   |                   |                   |                   |                   |
|  |  |               |               |               |               |               |               |               |               |               |               |               |               |                 |                 |                 |                 |                 |                 |               |               |                  |                  |                  |                  |                  |                  |               |               |                  |                  |                  |                  |                  |                  |                  |                  |                   |                   |                   |                   |                   |                   |
|  |  |               |               |               |               |               |               |               |               |               |               |               |               |                 |                 |                 |                 |                 |                 |               |               |                  |                  |                  |                  |                  |                  |               |               |                  |                  |                  |                  |                  |                  |                  |                  |                   |                   |                   |                   |                   |                   |
|  |  |               |               |               |               | Тика Вэйлан   | Тика Вэйлан   | Тика Вэйлан   | Тика Вэйлан   | Тика Вэйлан   | Тика Вэйлан   |               |               | Карамон Маджере | Карамон Маджере | Карамон Маджере | Карамон Маджере | Карамон Маджере | Карамон Маджере |               |               | Рейстлин Маджере | Рейстлин Маджере | Рейстлин Маджере | Рейстлин Маджере | Рейстлин Маджере | Рейстлин Маджере |               |               | Китиара Ут-Матар | Китиара Ут-Матар | Китиара Ут-Матар | Китиара Ут-Матар | Китиара Ут-Матар | Китиара Ут-Матар |                  |                  | Стурм Светлый Меч | Стурм Светлый Меч | Стурм Светлый Меч | Стурм Светлый Меч | Стурм Светлый Меч | Стурм Светлый Меч |
|  |  |               |               |               |               | Тика Вэйлан   | Тика Вэйлан   | Тика Вэйлан   | Тика Вэйлан   | Тика Вэйлан   | Тика Вэйлан   |               |               | Карамон Маджере | Карамон Маджере | Карамон Маджере | Карамон Маджере | Карамон Маджере | Карамон Маджере |               |               | Рейстлин Маджере | Рейстлин Маджере | Рейстлин Маджере | Рейстлин Маджере | Рейстлин Маджере | Рейстлин Маджере |               |               | Китиара Ут-Матар | Китиара Ут-Матар | Китиара Ут-Матар | Китиара Ут-Матар | Китиара Ут-Матар | Китиара Ут-Матар |                  |                  | Стурм Светлый Меч | Стурм Светлый Меч | Стурм Светлый Меч | Стурм Светлый Меч | Стурм Светлый Меч | Стурм Светлый Меч |
|  |  |               |               |               |               |               |               |               |               |               |               |               |               |                 |                 |                 |                 |                 |                 |               |               |                  |                  |                  |                  |                  |                  |               |               |                  |                  |                  |                  |                  |                  |                  |                  |                   |                   |                   |                   |                   |                   |
|  |  |               |               |               |               |               |               |               |               |               |               |               |               |                 |                 |                 |                 |                 |                 |               |               |                  |                  |                  |                  |                  |                  |               |               |                  |                  |                  |                  |                  |                  |                  |                  |                   |                   |                   |                   |                   |                   |
|  |  | Танин Маджере | Танин Маджере | Танин Маджере | Танин Маджере | Танин Маджере | Танин Маджере |               |               | Палин Маджере | Палин Маджере | Палин Маджере | Палин Маджере | Палин Маджере   | Палин Маджере   |                 |                 | Aша Маджере     | Aша Маджере     | Aша Маджере   | Aша Маджере   | Aша Маджере      | Aша Маджере      |                  |                  | Лаура Маджере    | Лаура Маджере    | Лаура Маджере | Лаура Маджере | Лаура Маджере    | Лаура Маджере    |                  |                  | Стил Светлый Меч | Стил Светлый Меч | Стил Светлый Меч | Стил Светлый Меч | Стил Светлый Меч  | Стил Светлый Меч  |                   |                   |                   |                   |
|  |  | Танин Маджере | Танин Маджере | Танин Маджере | Танин Маджере | Танин Маджере | Танин Маджере |               |               | Палин Маджере | Палин Маджере | Палин Маджере | Палин Маджере | Палин Маджере   | Палин Маджере   |                 |                 | Aша Маджере     | Aша Маджере     | Aша Маджере   | Aша Маджере   | Aша Маджере      | Aша Маджере      |                  |                  | Лаура Маджере    | Лаура Маджере    | Лаура Маджере | Лаура Маджере | Лаура Маджере    | Лаура Маджере    |                  |                  | Стил Светлый Меч | Стил Светлый Меч | Стил Светлый Меч | Стил Светлый Меч | Стил Светлый Меч  | Стил Светлый Меч  |                   |                   |                   |                   |
|  |  |               |               |               |               |               |               |               |               |               |               |               |               |                 |                 |                 |                 |                 |                 |               |               |                  |                  |                  |                  |                  |                  |               |               |                  |                  |                  |                  |                  |                  |                  |                  |                   |                   |                   |                   |                   |                   |
|  |  |               |               |               |               |               |               |               |               |               |               |               |               |                 |                 |                 |                 |                 |                 |               |               |                  |                  |                  |                  |                  |                  |               |               |                  |                  |                  |                  |                  |                  |                  |                  |                   |                   |                   |                   |                   |                   |
|  |  |               |               |               |               | Стурм Маджере | Стурм Маджере | Стурм Маджере | Стурм Маджере | Стурм Маджере | Стурм Маджере |               |               | Алин Маджере    | Алин Маджере    | Алин Маджере    | Алин Маджере    | Алин Маджере    | Алин Маджере    |               |               | Линша Маджере    | Линша Маджере    | Линша Маджере    | Линша Маджере    | Линша Маджере    | Линша Маджере    |               |               | Дезра Маджере    | Дезра Маджере    | Дезра Маджере    | Дезра Маджере    | Дезра Маджере    | Дезра Маджере    |                  |                  |                   |                   |                   |                   |                   |                   |

## В массовой культуре
Рейстлин является самым популярным персонажем Dragonlance, оказавшим наибольшее влияние на массовую культуру.
- Наиболее крупным музыкальным произведением, в котором фигурирует Рейстлин, является российский мюзикл «Последнее испытание», созданный по мотивам трилогии о близнецах (2008). В проекте задействованы звёзды фолк-рока — Хелависа, Мириам (Елена Ханпира), Фёдор Воскресенский и другие; композитор — Антон Круглов, стихи — Елена Ханпира. Официальный сайт: fantasymusical.ru

Несколько групп посвятили песни истории Рейстлина Маджере:
- Blind Guardian — the Soulforged (2002); песня, рассказывающая об Испытании молодого мага и его решимости пройти через все муки во что бы то ни стало.
- Lake of Tears — Raistlin and the Rose (1997); песня о несчастной любви Рейстлина и Крисании.
- Nightwish — Wishmaster (2000); текст является смесью из различных фэнтези-книг, в том числе есть несколько отсылок непосредственно к Рейстлину: его титулу «шалафи» и его знаниям о подземельях Сла-Мори.
- Эпидемия — Чёрный маг, альбомы Загадка Волшебной Страны и Жизнь в Сумерках; песня рассказывает о том, как слабый и болезненный юноша нашёл утешение в магии.
- Российская рок-группа «Orteo» (ныне «Terran») — песня под названием «Рейстлин».
- Российская фолк-группа «Райдо» — песня «Рейстлин».[11]
- Также ознакомиться с историей Рейстлина и Карамона можно в цикле песен в исполнении дуэта «Айре и Саруман».

В анимационном фильме «Dragonlance: Драконы осенних сумерек» (2008) роль Рейстлина озвучивает известный актер Кифер Сазерленд.

## Критика и отзывы
Журнал «Мир Фантастики» поставил Карамона и Рейстлина на 1 место в списке «10 самые-самые фантастические близнецы»..